# Allium decaisnei
Allium decaisnei — вид трав'янистих рослин родини амарилісові (Amaryllidaceae), поширений в Палестині та Синаї.

## Опис
Цибулина 12–20 × 10–15 мм; зовнішні оболонки блідо-коричневі, внутрішні — білуваті. Стеблина 15–25 см заввишки. Листки завдовжки до 12 см. Листочки оцвітини майже однакові, з відтінком коричневого кольору, субланцетні, гострі на верхівці, довжиною 3–4 мм, шириною 1.7–2 мм. Пиляки солом'яно-жовті, 1.1–1.2 × 0.7–0.8 мм. Зав'язь яйцювато-грушоподібна, зеленувата, 1.4–1.5 × 1.5 мм. Коробочка майже округла, сплющена вгорі, 3 × 3.8 мм. 2n=16.

## Поширення
Поширений в Палестині та Синаї (від Йорданії до Синаю).